# Vire-sur-Lot
Vire-sur-Lot település Franciaországban, Lot megyében. Lakosainak száma 344 fő (2022. január 1.). Vire-sur-Lot Duravel, Floressas, Lacapelle-Cabanac, Puy-l’Évêque és Touzac községekkel határos.

## Népesség
A település népessége az elmúlt években az alábbi módon változott:
| Lakosok száma | 368  | 351  | 354  | 351  | 376  | 364  | 350  | 349  | 340  | 344  |
|               | 1968 | 1982 | 1990 | 2006 | 2013 | 2015 | 2017 | 2019 | 2020 | 2022 |